# Пьянетти, Гаспаре Бернардо
Гаспаре Бернардо Пьянетти (итал. Gaspare Bernardo Pianetti; 7 февраля 1780, Йези, Папская область — 30 января 1862, Рим, Папская область) — итальянский куриальный кардинал, доктор обоих прав. Епископ Витербо и Тускании с 3 июля 1826 по 4 марта 1861. Секретарь Апостольских бреве с 18 марта 1861 по 20 января 1862. Камерленго Священной Коллегии Кардиналов с 18 марта 1861 по 20 января 1862. Кардинал in pectore c 23 декабря 1839 по 14 декабря 1840. Кардинал-священник с 14 декабря 1840, с титулом церкви Сан-Систо с 17 декабря 1840.